# Jonas Andersson (lokostrelec)
Jonas Andersson, švedski lokostrelec, * 16. maj 1979.
Sodeloval je na lokostrelskem delu poletnih olimpijskih igrah leta 2004 (osvojil 25. mesto v individualni in 9. v ekipni konkurenci).